# Sergio Infante
Sergio Infante, född 1 maj 1947 i Santiago de Chile, är en chilensk-svensk poet och akademiker vid Stockholms universitet. Han har varit bosatt i Sverige sedan 1975. 
Han studerade vid Konsthögskolan i Santiago de Chile och sedan vid Stockholms universitet. Infante var medlem i den litterära gruppen Taller i Stockholm som bildades 1977 och bestod dessutom av poeterna Adrian Santini, Sergio Badilla Castillo och Carlos Geywitz. 
Infante är far till den svensk-chilenske rapparen Stor.

## Verk
- Abismos Grises, Gråa Avgrunder. Santiago 1967
- Sobre Exilios, Om exilen. Stockholm 1979
- Retrato de época, Tidens porträtt. Stockholm 1982
- Distancias, Distanser. Santiago 1987
- El amor de los parias, Kastlösas kärlek. Santiago 1990
- Los rebaños del cíclope. Santiago de Chile 2008, ISBN 978-956-324-002-3